# Lista över Toscanas regenter

Storhertigen av Toscanas vapen 1562-1737.

Lista över Toscanas regenter från den första markgreven av Toscana år 812 till tronpretendenten till det avskaffade Storhertigömet Toscana idag. Från 1197 sönderfaller Toscana i ett antal självständiga stadsstater, vilka dock med tiden alltmer kommer att samlas under familjen Medici från Florens. Denna ätt upphöjs i hertiglig värdighet 1531 och erhåller titeln storhertigar av Toscana från 1569.

## Markgrevar av Toscana 812-1197

### Huset Bonifatius
- 812–813: Bonifatius I (se artikeln Bonifatius (Toscana))
- 828–834: Bonifatius II (som ovan)
- 835–845: Aganus
- 847–884: Adalbert I
- 889–915: Adalbert II den rike
- 915–929: Guido
- 929–931: Lambert, †932

### Huset Boso
- 931–936:  Boso av Arles
- 936–961:  Humbert (Uberto)
- 961–1001: Hugo den store (hertig av Spoleto & Camerino 989-1001)
- 1002–1012: Bonifatius av Bologna
- 1014–1024: Rainier, †1027

### Huset Canossa
- 1027–1052: Bonifatius IV
- 1052-1055: Fredrik
- 1052-1076: Beatrix av Lothringen (ställföreträdande regent)
- 1055–1115: Mathilde av Canossa
- 1056–1069: Gottfried III den skäggige (hertig av Niederlothringen, Matildes styvfar)
- 1056–1069: Gottfried IV den puckelryggige (hertig av Niederlothringen, Matildes make)

### Olika
- 1116-1119: Rabodo
- 1120–1130: Konrad av Scheiern
- 1134–1137: Engelbert III av Istria
- 1137–1139: Henrik den stolte av Bayern (huset Welf)
- 1139–1152: Ulrich av Attems
- 1152–1162: Welf VI †1193 (huset Welf)
- 1163–1173: Christian I av Buch, ärkebiskop av Mainz (ställföreträdande åt Welf)
- 1195–1197: Filip av Schwaben (huset Hohenstaufen)
- Markgrevskapet Toscana kollapsar i småstater

## Herrar till Florens

### Huset Medici
- 1434–1464: Cosimo den äldre
- 1464–1469: Piero I "den giktbrutne"
- 1469–1492: Lorenzo I "il Magnifico"
- 1469–1478: Giuliano di Piero de' Medici
- 1492–1494: Piero II "den olycklige"

### Republik, interregnum
- 1494–1498: Girolamo Savonarola
- 1498–1512: Piero Soderini

### Huset Medici
- 1512–1513: Giovanni de’ Medici, sedermera påve Leo X
- 1513–1519: Lorenzo II
- 1519–1523: Giulio de' Medici, sedermera påve Clemens VII
- 1523–1527: Ippolito de' Medici
- 1523–1527: Alessandro de' Medici

### Republik, interregnum
- 1527–1530: Jesus Kristus officiellt vald av Stora rådet till kung av Florens.[1]

### Huset Medici
- 1530–1531: Alessandro de' Medici

## Hertigar av Florens

### Huset Medici
- 1531–1537: Alessandro de' Medici
- 1537–1569: Cosimo den store

## Storhertigar av Toscana

### Huset Medici
- 1569–1574: Cosimo den store
- 1574–1587: Francesco I
- 1587–1609: Ferdinando I
- 1609–1621: Cosimo II
- 1621–1670: Ferdinando II
- 1670–1723: Cosimo III
- 1723–1737: Gian Gastone

### Huset Habsburg-Lorthringen
- 1737–1765: Frans II (italienska: Francesco Stefano)
- 1765–1790: Leopold I (italienska: Pietro Leopoldo)
- 1790–1801: Ferdinand III (italienska: Ferdinando III)

## Kungar av Etrurien

### Huset Bourbon-Parma
- 1801–1803: Ludvig I (italienska: Lodovico eller Luigi)
- 1803–1807: Karl Ludvig (italienska: Carlo Lodovico eller Luigi)

## Storhertigar av Toscana

### Huset Bonaparte
- 1808–1814: Elisa Bonaparte

### Huset Habsburg-Lothringen
- 1814–1824: Ferdinand III (italienska: Ferdinando III)
- 1824–1849: Leopold II (italienska: Leopoldo II)
- 1849: Revolutionärt republikanskt styre 21 februari till 12 april.
- 1849–1859: Leopold II
- 1859–1860: Ferdinand IV (italienska: Ferdinando IV)
- 1860: Storhertigdömet Toscana annekteras av Kungariket Sardinien

## Tronpretendenter till Storhertigdömet Toscana

### Huset Habsburg-Lothringen
Den toskanska linjen, efter monarkins upphörande.
- Ferdinand IV 1860-1908
- Ärkehertig Joseph Ferdinand av Toscana 1908-1942
- Ärkehertig Peter Ferdinand av Toscana 1942-1948
- Ärkehertig Gottfried av Toscana 1948-1984
- Ärkehertig Leopold Franz av Toscana 1984-1993
- Ärkehertig Sigismund av Toscana 1993-Idag